# Axa numerelor
În matematica elementară⁠(d) axa numerelor este o reprezentare geometrică a unei drepte care servește ca abstractizare pentru numerele reale, {\displaystyle \mathbb {R} }. Fiecărui punct de pe axă îi corespunde un număr real și invers.
Numerele întregi sunt adesea afișate ca puncte special marcate, distanțate uniform pe axă. Deși în imaginea de mai sus apar doar numerele întregi de la −9 la 9, axa cuprinde toate numerele reale care se află între numerele întregi și continuă nelimitat în ambele direcții. Ea evidențiază relația de ordine obișnuită între numere diferite, inegalitatea, numerele mai mici fiind la stânga față de numerele mai mari.
Ea este adesea folosită ca material didactic în predarea adunării și scăderii simple, în special când se tratează numerele negative . Fiecare număr întreg sau rațional are un opus element simetric la adunare, proprietate care poate fi folosită în gruparea termenilor adunării.

## Istoric
Prima menționare a axei numerelor pentru ilustrarea operațiilor aritmetice se găsește în Tratatul de algebră al lui John Wallis. În tratatul său Wallis descrie adunarea și scăderea pe axa numerelor folosind metafora unei persoane care se deplasează înainte și înapoi.
O descriere anterioară, însă fără menționarea operațiilor, se găsește în O descriere a admirabilului tabel de logaritmi a lui John Napier, care arată valorile de la 1 la 12 aliniate de la stânga la dreapta.
Contrar impresiilor, în La Géométrie Rene Descartes nu prezintă o axă a numerelor definită așa cum se folosește astăzi, deși folosește un sistem de coordonate. În particular, lucrarea lui Descartes nu conține numere propriu-zise marcate pe drepte, ci doar cantități abstracte.

## Trasarea axei numerelor
Axa numerelor este de obicei reprezentată ca fiind orizontală, dar într-un sistem de coordonate carteziene în plan axa verticală (axa y) este și ea o axă a numerelor. Convențional, numerele pozitive se află întotdeauna la dreapta lui zero iar numerele negative la stânga lui zero. Vârfurile de săgeți de la ambele capete ale axei sugerează că axa continuă la nesfârșit în direcțiile pozitivă și negativă. În altă convenție se folosește un singur vârf de săgeată, care indică direcția în care cresc numerele (direcția pozitivă). Axa continuă la nesfârșit în direcțiile pozitivă și negativă conform regulilor din geometrie care definesc o linie dreaptă fără capete ca dreaptă infinită, o linie dreaptă cu un capăt ca semidreaptă și o linie dreaptă cu două capete ca segment de dreaptă.

## Compararea numerelor și reprezentarea operațiilor aritmetice
Dacă un anumit număr este mai la dreapta pe axa numerelor decât altul, atunci primul număr este mai mare decât al doilea (echivalent, al doilea este mai mic decât primul). Distanța dintre ele este mărimea diferenței lor, adică măsoară primul număr minus al doilea, sau, echivalent, valoarea absolută a celui de-al doilea număr minus primul. Această diferență este rezultatul operației de scădere a celor două numere.
Astfel, de exemplu, lungimea unui segment între 0 și un număr reprezintă mărimea acelui număr.
Două numere pot fi adunate „preluând” lungimea de la 0 la unul dintre numere și „plasând”-o în continuarea lungimii celuilalt număr, altfel spus efectuând o translație.
Două numere pot fi înmulțite astfel: pentru a înmulți 5 × 3, se observă că este același lucru cu 5 + 5 + 5, așa că ia lungimea de la 0 la 5 și se plasează la dreapta lui 5, apoi încă o dată la dreapta rezultatului anterior. Acest lucru dă un rezultat care este de 3 lungimi combinate de câte 5 fiecare; deoarece procesul se termină la 15, se constată că 5 × 3 = 15.
Împărțirea poate fi efectuată astfel: pentru a împărți 6 la 2, adică pentru a afla de câte ori 2 intră în 6 (lungimea de la 0 la 2 se află la începutul lungimii de la 0 la 6) se ia prima lungime și se pune din nou la dreapta poziției sale inițiale, apoi se mută din nou lungimea la dreapta ultimei sale poziții. Acest lucru pune capătul drept al lungimii 2 la capătul drept al lungimii de la 0 la 6. Deoarece trei lungimi de 2 au umplut lungimea 6, 2 intră în 6 de trei ori (adică 6 : 2 = 3).

Operații pe axa numerelor
Ordonarea: elementele mai mari sunt în direcția săgeții.

- Diferența 3–2=3+(–2)
Suma 1+2
Diferența (în valoare absolută).
Înmulțirea 2 × 1,5
Împărțirea 3 : 2

## Porțiuni din axa numerelor

Intervalul închis [a,b]

Porțiunea axei numerelor dintre două numere se numește interval. Dacă porțiunea include ambele numere de la capetele intervalului se spune că intervalul este închis, în timp ce dacă exclude ambele numere se numește interval deschis. Dacă include unul dintre numere, dar nu și pe celălalt, se numește interval semideschis (închis la un capăt și deschis la celălalt).
Toate punctele care se extind nelimitat într-o direcție dintr-un anumit punct sunt cunoscute împreună ca semidreaptă. Dacă semidreapta include punctul de pornire este o semidreaptă închisă, iar dacă nu-l include este o semidreaptă deschisă.